# Tèspia
Tèspia, segons la mitologia grega, era una filla del déu-riu Asop i de la nàiade Mètope.
Segons Pausànias va donar nom a la ciutat de Tèspies, una ciutat de Beòcia al peu de les muntanyes de l'Helicó, no gaire lluny de Tebes.